# Henri Gouraud (militär)
Henri Joseph Eugène Gouraud, född 17 november 1867, död 16 september 1946, var en fransk militär.
Gouraud blev officer vid infanteriet 1890, överste 1907, brigadgeneral 1912 och divisionsgeneral 1915. Gouraud tjänstgjorde fram till 1914 huvudsakligen i Sudan och Marocko. Han blev i september 1914 chef för 10:e infanterifördelningen i Argonnerna och i januari 1915 för kolonialarmékåren. I maj samma år efterträdde han Albert d'Amade som chef för expeditionskåren vid Dardanellerna och förlorade här huvuddelen av sin armé. Från december 1915 till första världskrigets slut av Gouraud chef för 4:e armén med undantag för några månader i början av 1917, då han under Hubert Lyauteys krigsministertid förde befälet i Marocko. Efter fredsslutet var Gouraud 1919-23 överkommissarie i Syrien och från 1923 militärguvernör i Paris.